# Francisco Suárez

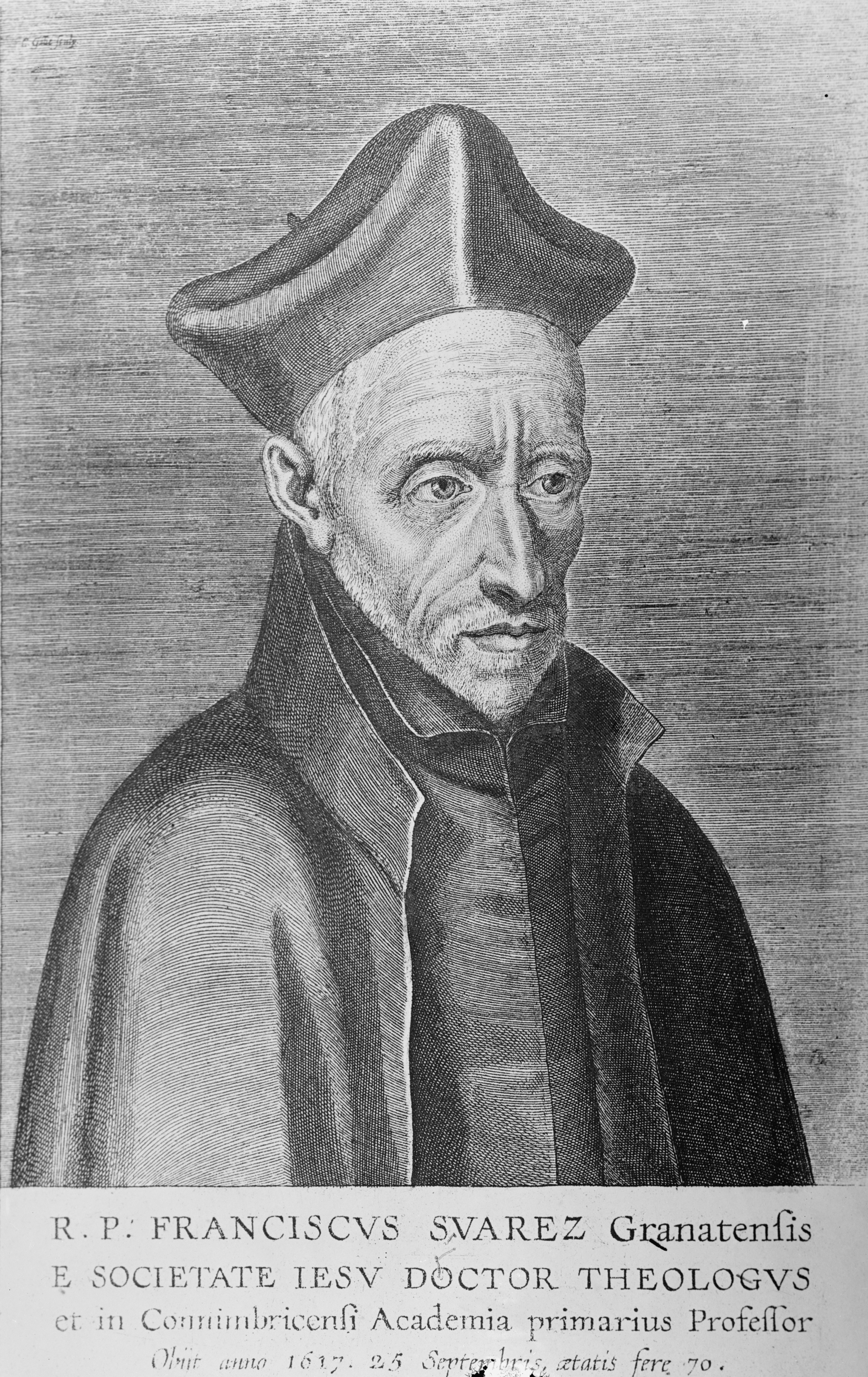
Francisco Suárez

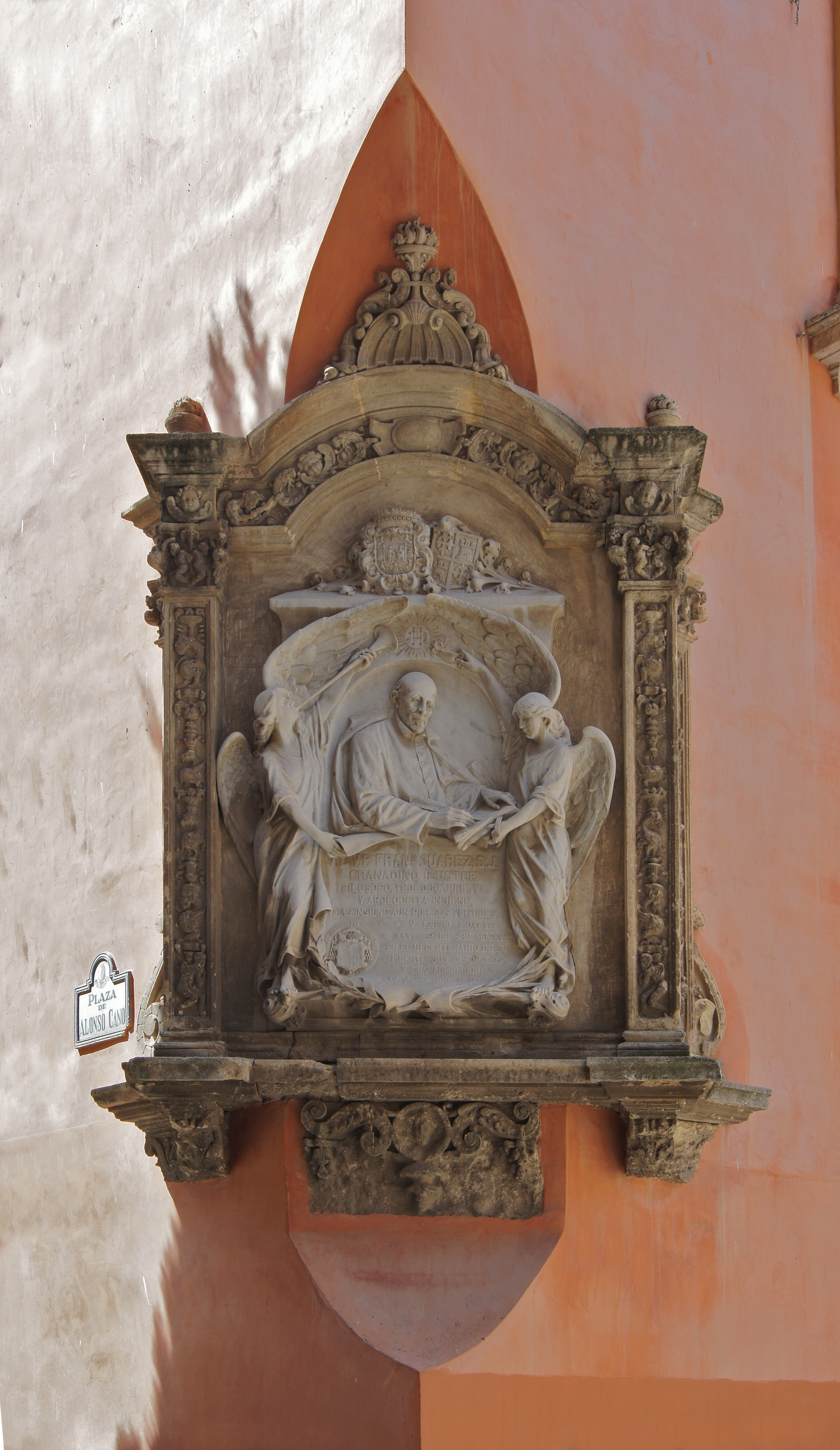
Monument en Granada, Spanje

Fr. Francisco Suárez, S.J. (Granada, 5 januari 1548 - Lissabon, 25 september 1617) was een Spaans filosoof en theoloog. Suárez wordt na Thomas van Aquino gezien als een van de grootste der scholastici.
Zijn werk wordt wel het hoogtepunt en de afsluiting van de School van Salamanca en de Spaanse rechtsfilosofie genoemd. Suárez, een jezuïet, doceerde onder andere aan de Universiteit van Salamanca. In 1612 publiceerde hij zijn "De legibus ac Deo legislatore" (Over de wetten en God als wetgever).

## Leven en carrière

Prima pars Summae theologiae de Deo vno et trino

Francisco Suárez werd in Granada, in het zuiden van Spanje, geboren in een familie van hidalgo's.
Op de leeftijd van zestien jaar trad hij toe tot de Sociëteit van Jezus in Salamanca. Hij studeerde daar van 1565 tot 1570 eerst filosofie en daarna theologie. Aangezien hij pas zijn derde poging het toelatingsexamen met goed gevolg wist af te leggen, lijkt hij wat aanvankelijk wat problemen te hebben ondervonden zich aan zijn nieuwe leven aan te passen. Hij raakte blijkbaar echter al snel gewend. Hij voltooide zijn filosofiestudie met onderscheiding, waarna hij vervolgens aan zijn theologische studie begon. Na zijn afstuderen doceerde hij filosofie in Ávila (1570-75) en Segovia (1575). Na zijn wijding tot priester in 1572 mocht hij ook theologie doceren. Dit zou hij de rest van zijn leven blijven doen. Eerst in Ávila (1572-75) en vervolgens in Segovia (1575), Valladolid (1576), Rome (1580-85), Alcalá de Henares (1585-92), Salamanca (1592-97), en Coimbra (1597-1616).
Hij schreef over een veelheid van onderwerpen. Ook was hij zeer productief. Zijn volledige werken in het Latijn beslaan zesentwintig banden. Onder Suárez zijn geschriften zijn verhandelingen over het recht, de relatie tussen kerk en staat, metafysica en theologie. Hij wordt beschouwd als de vader van het internationaal recht. Zijn Disputationes metaphysicae werd gedurende de zeventiende eeuw veel in Europa gelezen.
Suárez werd tijdens zijn leven beschouwd als de grootste levende filosoof en theoloog. Hij kreeg de bijnaam Doctor Eximius et Pius; Paus Gregorius XIII woonde zijn eerste college in Rome bij. Paus Paulus V nodigde hem uit om de fouten van Jacobus I van Engeland te weerleggen. Hij wilde hem in de buurt van zijn persoon houden om van zijn kennis te profiteren. Filips II van Spanje zond hem naar de Universiteit van Coimbra om deze instelling prestige te geven.
Na zijn dood in Portugal (in Lissabon of Coimbra) groeide zijn reputatie nog verder. Hij had een directe invloed op toonaangevende filosofen zoals Hugo Grotius, René Descartes, en Gottfried Leibniz.
In 1679 veroordeelde Paus Innocentius XI publiekelijk vijfenzestig casuïstische proposities, voornamelijk afkomstig uit de geschriften van Escobar, Suárez en anderen veelal jezuïtische theologen als propositiones laxorum moralistarum (stellingen van een losse moraal) en verbood iedereen om deze stellingen te onderwijzen op straffe van excommunicatie.

## Voetnoten
1. ↑  (en)  Kelly, J.N.D., The Oxford History of the Popes, Oxford University Press, 1986. ISBN 0-19-282085-0

- Bibsys: 98061366
- Biblioteca Nacional de España: XX878894
- Bibliothèque nationale de France: cb11930010s (data)
- Catàleg d'autoritats de noms i títols de Catalunya: 981058519836606706
- CiNii: DA01681694
- Gemeinsame Normdatei: 118619799
- International Standard Name Identifier: 0000 0001 2128 7918
- Library of Congress Control Number: n78095702
- Bibliotheek van het Japanse parlement: 00621529
- Nationale Bibliotheek van Tsjechië: jn20010601851
- Nationale bibliotheek van Australië: 35711762
- Nationale Bibliotheek van Israël: 987007268604405171
- Nationale Bibliotheek van Polen: a0000001184078
- Nationale en Universitaire bibliotheek Zagreb: 000568268
- Nederlandse Thesaurus van Auteursnamen: 068381360
- Réseau des bibliothèques de Suisse occidentale: 02-A003873817
- Istituto Centrale per il Catalogo Unico: RAVV084028
- LIBRIS: 210629
- SNAC: w65x2fd6
- Système universitaire de documentation: 027208028
- Trove: 1053165
- Virtual International Authority File: 39385631
- WorldCat: E39PBJxxfjyRCKP6GQJcwHBwYP